# Zaho
Zaho, geboren als Zahera Darabid (Algiers, 10 mei 1980) is een Algerijns-Canadese zangeres.

## Biografie
Zaho is geboren in Algerije, waar ze verbleef tot haar 18e jaar. Haar vader was staflid van een universiteit en haar moeder doceerde daar wiskunde. Ze heeft een zus en een broer. Deze laatste heeft een zeer vrouwelijke stem, die contrasteert met de stem van Zaho, waardoor ze vaak voor een jongen werd aangezien.
Ze heeft gitaar leren spelen op zevenjarige leeftijd.
In 1999 emigreerde ze naar Montreal, Canada, met haar familie. Daar kwam ze terecht in de professionele muziekwereld. Ze zette haar studies opzij om zich volledig op haar zangcarrière te richten.

## Discografie

### Albums
- 2008: Dima

### Mixtapes
- 2007 : Zaho : La Mixtape

### Singles
- 2006 : Hey Papi Feat. Soprano
- 2008 : Lune de miel Feat. Don Choa
- 2008 : Je te promets
- 2008 : C'est chelou
- 2008 : La roue tourne Feat. Tunisiano
- 2011 : En avant ma musique
- 2012 : Un Peu Beaucoup
- 2013 : Ma meilleure Feat. La Fouine
- 2016 : "laissez-les kouma" Feat. [MHD]
- 2018 : “Ego”

### In samenwerking
- 2005 : Basta door La Fouine
- 2006 : Halili door Cheb Mami
- 2006 : Un point c tout door Sefyu
- 2007 : Lune de miel door Don Choa
- 2007 : Tout ce temps door Idir
- 2007 : La France des couleurs door Idir
- 2008 : Citoyen du monde door Tunisiano
- 2008 : Je m'écris door Kery James
- 2008 : Quand ils vont partir door Kamelancien
- 2009 : Je te promets
- 2016 : Parle-moi door Black M

- Bibliothèque nationale de France: cb167019525 (data)
- Gemeinsame Normdatei: 1029720177
- International Standard Name Identifier: 0000 0001 1451 5433
- Library of Congress Control Number: no2009090528
- MusicBrainz: 463814cb-001d-4950-98d2-8822ff765906
- Système universitaire de documentation: 158026721
- Virtual International Authority File: 90537164
- WorldCat: E39PBJdGHFvPGJrWCXxQdjKGHC